# Ernest Joseph Gallup
Ernest Joseph „EJ“ Gallup (* 26. September 1981 in Gloversville, New York) ist ein ehemaliger US-amerikanischer Basketballspieler. Gallup spielte von Anfang 2007 bis zum Ende der BBL-Saison 2007/08 für den deutschen Erstligisten ratiopharm Ulm sowie kurzzeitig zu Beginn der Saison 2011/12 für die TBB Trier.
Gallup studierte zunächst in seinem heimatlichen US-Bundesstaat an der University at Albany und war dort für das Hochschulteam Great Danes aktiv, welches erst 1999 in die Division I der NCAA gewechselt war. Als der Trainer der Great Danes in der Saison 2001/02 gewechselt wurde, verließ Gallup im Dezember 2001 die Great Danes und setzte sein Studium an der Coastal Carolina University nahe Myrtle Beach (South Carolina) fort, wo sein Vater ein Haus besaß. Dort war er in den folgenden beiden Spielzeiten für die Chanticleers in der Big South Conference aktiv.
Anschließend wollte Gallup eine Karriere als Profi starten und unterschrieb einen Vertrag bei den Demon Astronauts aus dem niederländischen Amsterdam. Noch vor Saisonbeginn verließ er jedoch den Verein, während die Niederländer auf die Erfüllung des Vertrages pochten und eine zweijährige Sperre Gallups durchsetzten. Nach Ablauf der zweijährigen Sperre waren die Ulmer Verantwortlichen um Trainer Mike Taylor trotz der fehlenden Spielpraxis von den Qualitäten Gallups, zu denen insbesondere sein treffsicherer Dreipunktewurf gehört, so überzeugt, dass sie ihm März 2007 einen Vertrag gaben, der im Mai 2007 für die darauffolgende Spielzeit verlängert wurde. Im Rahmenprogramm des BBL All-Star Games 2008 wurde Gallup Sieger des Dreipunktwurf-Wettbewerbs. Nach dem Ende der Spielzeit wurde sein Vertrag nicht verlängert und Gallup kehrte in sein Heimatland zurück, wo er zunächst ein Restaurant in Myrtle Beach betrieb. Nachdem er dieses verkauft hatte und in seine Heimat Gloversville zurückgekehrt war, wurde er im Januar 2011 noch einmal als Profi in der Minor League IBL bei den Albany Legends aktiv.
Zu Beginn der BBL-Spielzeit 2011/12 spielte er nochmals in der deutschen Basketball-Bundesliga bei der TBB aus Trier. Man konnte sich jedoch nicht über eine Vertragsverlängerung des befristeten Vertrages über Ende November hinaus einigen, so dass Gallup plant, zukünftig als Trainer an einer US-Hochschule zu arbeiten.